# Bisdom Mexicali
Het bisdom Mexicali (Latijn: Dioecesis Mexicalensis) is een rooms-katholiek bisdom met als zetel Mexicali, in Mexico. Het bisdom is suffragaan aan het aartsbisdom Tijuana. 

## Geschiedenis
Het bisdom werd opgericht op 25 maart 1966, uit delen van het aartsbisdom Hermosillo en het apostolisch vicariaat Tijuana, en was suffragaan aan het aartsbisdom Hermosillo. Op 25 november 2006 wisselde het van kerkprovincie en werd suffragaan aan het nieuw verheven aartsbisdom Tijuana.

## Parochies
Het bisdom had in 2021 een oppervlakte van 50.616 km2 en telde 1.660.921 inwoners waarvan 67,6% rooms-katholiek was.

## Bisschoppen
- Manuel Pérez-Gil y González (18 juli 1966 - 30 maart 1984)
- José Ulises Macías Salcedo (14 juni 1984 - 20 augustus 1996)
- José Isidro Guerrero Macías (31 mei 1997 - 23 februari 2022)
  - Francisco Moreno Barrón (apostolisch administrator: 23 februari 2022 - 7 november 2023)
- Enrique Sánchez Martínez (11 september 2023 - heden)

Tijuana (aartsbisdom) · Ensenada · La Paz en la Baja California Sur · Mexicali